# Lady Penelope Creighton-Ward
Lady Penelope Creighton-Ward is een personage uit de poppentelevisieserie Thunderbirds, de drie op deze serie gebaseerde films, en de remake Thunderbirds Are Go. Ze is de Londense geheim agente van de reddingsorganisatie International Rescue.
Ze woont in een groot landhuis buiten Londen met haar butler Aloysius Parker, een ex-crimineel en -brandkastenkraker. Ze verplaatst zich in een roze Rolls Royce met het kenteken FAB 1 met allerlei James Bondachtige snufjes.
Sylvia Anderson verzorgde de stem van Lady Penelope in de televisieserie en de eerste twee films. In de live-actionfilm uit 2004 werd Lady Penelope gespeeld door Sophia Myles.

## Biografie
Lady Penelope werd geboren op 24 december 1995 als de dochter van Sir Hugh Creighton-Ward en diens vrouw Amelia. Ze kreeg in haar jeugd les van haar gouvernante, Miss Petherton. Penelopes ouders woonden in India. Voor de laatste 6 jaar van haar opleiding ging ze naar de Rowden kostschool voor meisjes. Hier leerde ze het leven te leiden dat haar ouders voor haar in gedachten hadden.
Na de kostschool te hebben afgemaakt ging Penelope naar een school in Zwitserland. Ze leerde in totaal vier talen spreken naast Engels: Frans, Duits, Italiaans en Spaans.
Ondanks haar adellijke afkomst wilde Lady Penelope een meer avontuurlijk leven leiden. Naar eigen zeggen heeft ze haar vaders geestdrift en vastberadenheid geërfd. Ze voerde opdrachten uit voor verschillende organisaties en werd zelfs commandant van het Federal Agents' Bureau. Hier werd ze benaderd door Jeff Tracy, die toen werkte aan het plan voor International Rescue. Hij bood haar aan een agente van de organisatie te worden, wat ze meteen accepteerde.
Voor haar werk als I.R. agente moest Lady Penelope geregeld undercover. Zo deed ze zich in de aflevering The Cham-Cham voor als zangeres “Wanda Lamour”. Ze is een goede kennis van de Hertogin van Royston.

## Naast de serie
Als tie-in werd in Groot-Brittannië een stripblad voor meisjes uitgegeven onder dezelfde naam. Het blad bevatte onder meer stripverhalen over Lady Penelope, maar ook andere vrouwelijke helden als Marina (uit de serie Stingray), The Girl from U.N.C.L.E. en anderen.

## Trivia
- Lady Penelope’s landhuis is een replica van het echt bestaande Stourhead House in Wiltshire